# Pleasure or Pain
Pleasure or Pain es una película de suspenso erótico de 2013 escrita y dirigida por Zalman King. La película se rodó entre Malibú, Santa Mónica y Westlake en California en Estados Unidos.

## Reparto
- Malena Morgan como Victoria
- Christos Vasilopoulos como Jack (como Christos G. Vass)
- Kayla Jane como Isabel
- Elle Alexandra como Rita (como Elle Alexandria)
- Daniel Sobieray como Antonio
- Hayden Hawkens como Eva
- Aubrey Addams como Adelaida
- Stephanie Danielson como Trish
- Ela Darling como asistente
- Asun Ortega como chica de Barcelona

## Estreno
La película fue estrenada en televisión en Estados Unidos el 5 de abril de 2014.

## Recepción
Pleasure or Pain recibió reseñas generalmente negativas de parte de la audiencia. En el sitio IMDb los usuarios le asignaron una calificación de 4.2/10, sobre la base de más de más de 2600 votos.